# Wyszyna (Mazovia)
Wyszyna [pronunciación en polaco: /vɨˈʂɨna/] es un pueblo en el distrito administrativo de Gmina Stara Białun, dentro del Distrito de Płock, Voivodato de Mazovia, en el centro-este de Polonia. Se encuentra aproximadamente 4 kilómetros al oeste de Białun (la sede del gmina), 9 kilómetros al noroeste de Płock, y 105 kilómetros al noroeste de Varsovia, la capital nacional.